# خطة الإطار
خطة الإطار التي كانت معروفة أيضا باسم عملية الإطار أو خطة برانا أو رامبارت 91 عبارة عن خطة عسكرية تم تطويرها على مدار عام 1990 وتم الانتهاء منها في بلغراد عاصمة صربيا خلال اجتماع الاستراتيجية العسكرية في أغسطس 1991 من قبل مجموعة من كبار الضباط الصرب من جيش يوغوسلافيا الشعبي وخبراء من قسم العمليات النفسية بجيش يوغوسلافيا الشعبي. كان هدفه تنظيم الصرب خارج صربيا وتعزيز السيطرة على الأحزاب الديمقراطية الصربية وإعداد الأسلحة والذخيرة في محاولة لتأسيس دولة «يعيش فيها جميع الصرب مع أراضيهم معا في نفس الولاية». تم تكليف مجموعة منفصلة من العملاء السريين وضباط الجيش بتنفيذ الخطة. ثم قام هؤلاء الأشخاص بالعديد من الإجراءات خلال حروب يوغوسلافيا التي وصفت فيما بعد بأنها تطهير عرقي وإبادة جماعية.

## التخطيط والتسريب
تم تطوير خطة الإطار على مدار عام 1990. تم الانتهاء منها في بلغراد عاصمة صربيا خلال اجتماع استراتيجي عسكري في أغسطس 1991 من قبل مجموعة من الضباط الصرب في جيش يوغوسلافيا الشعبي بما في ذلك الجنرال بلاغويي أدزيتش والرائد ميلان جفيرو والرائد سيدو كنيسيفيتش واللفتنانت كولونيل رادينكو رادينوفيتش والجنرال ألكسندر فاسيلييفيتش وخبراء من قسم العمليات النفسية في جيش يوغوسلافيا الشعبي. في نفس الشهر التقى الرئيس الصربي سلوبودان ميلوسيفيتش ورادوفان كاراديتش لمناقشة موعد مهاجمة البوسنة والهرسك حيث تم إخبار كاراديتش أن تسليم الأسلحة سيصل قريبا من الجنرال نيكولا أوزيلاك قائد بانيا لوكا. خلال المحادثة ذكر ميلوسيفيتش خطة الإطار وسأل كاراديتش «هل تعرف ما هي خطة الإطار؟» والتي رد عليها كاراديتش بشكل إيجابي. كان ميلوسيفيتش وكاراديتش على اتصال منتظم عبر الهاتف.
في سبتمبر 1991 سرب رئيس الوزراء اليوغوسلافي أنتي ماركوفيتش وجود خطة الإطار وتم نشر تفاصيلها في جريدة بلغراد الأسبوعية فيريم. قال: «لقد تم تحديد الخط بوضوح [بين الحكومة الصربية والجيش والسياسيين الصرب في البوسنة والهرسك]. وأنا أعلم لأنني سمعت أن ميلوسيفيتش يعطي أمرا إلى كاراديتش بالاتصال بالجنرال أوزيلاك وإصدار الأمر بعد قرارات اجتماع التسلسل الهرمي العسكري وجوب توزيع الأسلحة وتسليح كرايينا والبوسنة واستخدامها في تحقيق خطة الإطار». واتهم جيش يوغوسلافيا الشعبي «بوضع نفسه مباشرة في خدمة جانب واحد» وطلب من وزير الدفاع اليوغوسلافي فليكو كاديفيتش وأدزيتش الاستقالة مدعيا أن الاثنين كانا «يشنان حربهما في كرواتيا» وأنهما رتبا صفقة أسلحة سرية مع قادة عسكريين محافظين من الاتحاد السوفيتي أثناء زيارتهما لموسكو في مارس 1991. ضغط ماركوفيتش على كاديجيفيتش للتعليق على خطة الإطار. وقال نص الشريط المسرب:
ميلوسيفيتش: اذهب إلى أوزيلاك، سيخبرك بكل شيء. إذا كان لديك أي مشاكل اتصل بي.
كاراديتش: لدي مشاكل في كوبريس. بعض الصرب هناك عاصون إلى حد ما.
ميلوسيفيتش: يمكننا التعامل مع ذلك. فقط اتصل بأوزيلاك. لا تقلق، سيكون لديك كل شيء. نحن الأقوى.
كاراديتش: نعم، نعم.
ميلوسيفيتش: لا تقلق. طالما يوجد جيش فلا أحد يستطيع أن يمسنا. ... لا تقلقوا بشأن الهرسك، قال مومير [بولاتوفيتش رئيس الجبل الأسود] لرجاله: «كل من ليس مستعدا للموت في البوسنة يتقدم بخمس خطوات للأمام». لم يفعل أحد ذلك.
كاراديتش: هذا جيد... لكن ما الذي يحدث مع القصف في -
ميلوسيفيتش: اليوم ليس يوما جيدا للقوات الجوية. الجماعة الأوروبية مجتمعون.
أفادت فريم أنه بالإضافة إلى تصريحات صرب البوسنة والهرسك بالحكم الذاتي تُبذل جهود لتسليح القرى والبلدات الصربية في البوسنة والهرسك منذ عام 1990 واستمرت حتى عام 1991. وأوردت بالتفصيل أصل الأسلحة ومشاركة جيش يوغوسلافيا الشعبي في الأمر. أثناء محاكمة ميلوسيفيتش في المحكمة الجنائية الدولية ليوغوسلافيا السابقة ورد في شريط تم تشغيله في 8 يوليو 1991 ما يلي:
ميلوسيفيتش: من الأهمية الاستراتيجية أن يكون مستقبل الإطار، هل تعرف ما هي خطة الإطار؟
كاراديتش: نعم، أعرف كل شيء، أعرف كل شيء.
ميلوسيفيتش: مجموعة بانيا لوكا قادرة ومتحركة.
كاراديتش: جيد.
ميلوسيفيتش: لديك واحد، أن تتأكد من أنه لائق ومتحرك وأنه لا توجد مشاكل. وثانيا أنه في غضون ساعة واحدة تقوم بإبلاغ أوزيلاك بالإشارة إلى الاتفاقية.
ادعى ميلوسيفيتش في وقت لاحق أن خطة الإطار كانت اسما رمزيا يشير إلى التحول إلى اتصالات آمنة ولا تمثل خطة حرب على الرغم من عدم حدوث مثل هذا التبديل لاحقا والذي لم يشرح ميلوسيفيتش سبب ذلك. المؤرخ الكرواتي دافور ماريان وصف فيما بعد مزاعم خطة الإطار بأنها تستند إلى أدلة ظرفية قائلا إنه لم يتم تقديم أي دليل محدد على الخطة اعتبارا من عام 2012.
أثار تسريب سبتمبر 1991 قلق الحكومة البوسنية التي قررت إعلان الاستقلال في 15 أكتوبر. في ذلك الوقت كانت حرب الاستقلال الكرواتية على قدم وساق وكانت الإجراءات الصربية في البوسنة والهرسك مماثلة لتلك التي قام بها الصرب في كرواتيا. في ديسمبر 1991 استقال أنتي ماركوفيتش احتجاجا على الاستخدام المفرط للميزانية اليوغوسلافية في الإنفاق العسكري الذي تم تخصيص 86 في المائة منه.

## الترتيبات
كان الغرض من الخطة هو تنظيم الصرب خارج صربيا وتعزيز السيطرة على الأحزاب الديمقراطية الصربية وإعداد الأسلحة والذخيرة في محاولة لتأسيس دولة "يعيش فيها جميع الصرب مع أراضيهم معا في نفس الدولة. في خطتهم وصف الضباط كيف سيتم تخزين المدفعية والذخيرة وغيرها من المعدات العسكرية في مواقع إستراتيجية في كرواتيا ثم في البوسنة والهرسك. سيتم استخدام الشرطة السرية في تسليح الصرب المحليين وتدريبهم لإنشاء قوات شرطة "ظل" ووحدات شبه عسكرية داخل كرايينا الكرواتية وفي البوسنة والهرسك. كانت هذه القوات شبه العسكرية المنظمة والمسلحة من صرب البوسنة والهرسك تشكل جيش جمهورية صرب البوسنة.
عند تنفيذ الخطة تم تشكيل إجماع على أن يكون التسلسل القيادي محدودا قدر الإمكان ويشبه «شركة ضئيلة». تم إنشاء مجموعة غير رسمية من الجنرالات المختارين والتي أصبحت تُعرف باسم الخط العسكري. تم تنصيب يوفيتسا ستانيشيتش رئيسا لها مع مشاركة ميهالي كيرتيس كوزير التطهير العرقي. وقد تقرر أن العقيد زيلكو رازناتوفيتش (أركان) سيوجهها وأن الجنرال راتكو ملاديتش والجنرال أندريا بيوروفيتش سينسقان مجموعات «مستقلة» مثل العقبان البيضاء لفويسلاف سيسلي وميليشيا المتطوعين الصرب في أركان. وأظهر بحثهم أن «معنويات البوسنيين (مسلمي البوسنة) ورغبتهم في القتال ويمكن سحقها بسهولة أكبر باغتصاب النساء وخاصة القاصرات وحتى الأطفال وقتل أفراد من الجنسية المسلمة داخل منشآتهم الدينية». وفقا للمحضر خلص أحد أشكال خطة الإطار المكتوبة إلى ما يلي:
كان فلاديمير سريبروف السياسي الذي شارك في تأسيس الحزب الديمقراطي الصربي مع كاراديتش قد قرأ خطة الإطار في عام 1992 ويقول إن الضباط شنوا حملة كبيرة من التطهير العرقي «لتدمير البوسنة اقتصاديا وإبادة الشعب المسلم تماما». وأوضح أن:
وفي محاولاته لمناشدة القوميين الصرب عدم متابعة الخطة تم سجنه وتعذيبه من قبل مليشيات الصرب.

## التطبيق
في عامي 1990 و 1991 أعلن الصرب في كرواتيا والبوسنة والهرسك عددا من «الأوبلاست الصربية المتمتعة بالحكم الذاتي» بقصد توحيدهم لاحقا لإنشاء صربيا الكبرى. في عام 1990 تم نزع سلاح الدفاع الإقليمي البوسني وتم وضع المدفعية لتطويق المدن الكبرى وتم نقل عدد من مصانع الأسلحة من البوسنة والهرسك إلى صربيا. في وقت مبكر من سبتمبر أو أكتوبر 1990 بدأ جيش يوغوسلافيا الشعبي بتسليح صرب البوسنة والهرسك وتنظيمهم في الميليشيات. بحلول مارس 1991 وزع جيش يوغوسلافيا الشعبي ما يقدر بـ 51900 سلاح ناري على القوات شبه العسكرية الصربية و 23298 سلاحا ناريا على الحزب الديمقراطي الصربي. نتيجة للعملية كان صرب البوسنة والهرسك وكرواتيا «مسلحين بشكل جيد» بحلول صيف عام 1991. وفقا للمؤرخ نويل مالكوم فإن «الخطوات التي اتخذها كاراديتش وحزبه - [معلنين الصرب]» مناطق تتمتع بالحكم الذاتي«وتسليح السكان الصرب وحوادث محلية طفيفة والدعاية المستمرة وطلب» حماية«الجيش الفيدرالي - متطابقة بالضبط ما تم القيام به في كرواتيا. قلة من المراقبين يمكن أن يشكوا في وجود خطة واحدة قيد التنفيذ». وقد فحصت لجنة خبراء الأمم المتحدة ما يلي:
تشير التقارير التي أرسلها أركان إلى ميلوسيفيتش وملاديتش وأدجيتش إلى أن الخطة كانت تتقدم مشيرة إلى أن الهجوم النفسي على البوشناق في البوسنة والهرسك كان فعالا ويجب أن يستمر. أكدت الأدلة التي حصلت عليها المنظمات الإنسانية بما في ذلك الأمم المتحدة وهيومن رايتس ووتش أن سياسة الاغتصاب قد تم تنظيمها وتنفيذها. حددت النتائج التي توصلوا إليها أن «البحث والتخطيط والتنسيق لمعسكرات الاغتصاب كانت سياسة منهجية للحكومة الصربية والقوات العسكرية بقصد صريح إنشاء دولة عرقية نقية». وخلصت لجنة خبراء الأمم المتحدة إلى أن «ممارسات التطهير العرقي والاعتداء الجنسي والاغتصاب قد نفذتها بعض الأطراف بشكل منهجي لدرجة أنها تبدو بقوة على أنها نتاج سياسة». وذكرت في تقرير متابعة أنها «مقتنعة بأن هذه الممارسة الشائنة [اغتصاب النساء وإساءة معاملتهن] تشكل سلاح حرب متعمد للوفاء بسياسة التطهير العرقي التي تنفذها القوات الصربية في البوسنة والهرسك و [. ..] أن السياسة المقيتة للتطهير العرقي كانت شكلا من أشكال الإبادة الجماعية».
وسعيا وراء «التدخل الحاسم» للخطة أبلغ ميلان ديديتش قائد الكتيبة الثالثة في جيش جمهورية صرب البوسنة كيرتس أن: «ستمائة وثمانين امرأة مسلمة تتراوح أعمارهن بين اثني عشر وستين عاما يتجمعن الآن في المراكز من أجل نازحون داخل أراضينا. وهناك عدد كبير منهن حوامل ولا سيما أولئك الذين تتراوح أعمارهم بين خمسة عشر وثلاثين عاما. وفي تقدير بويكو كيليفيتش وسميليان غيريتش فإن التأثير النفسي قوي وبالتالي يجب أن نستمر». قال كيرتس للجيش الصربي: